# 손사의

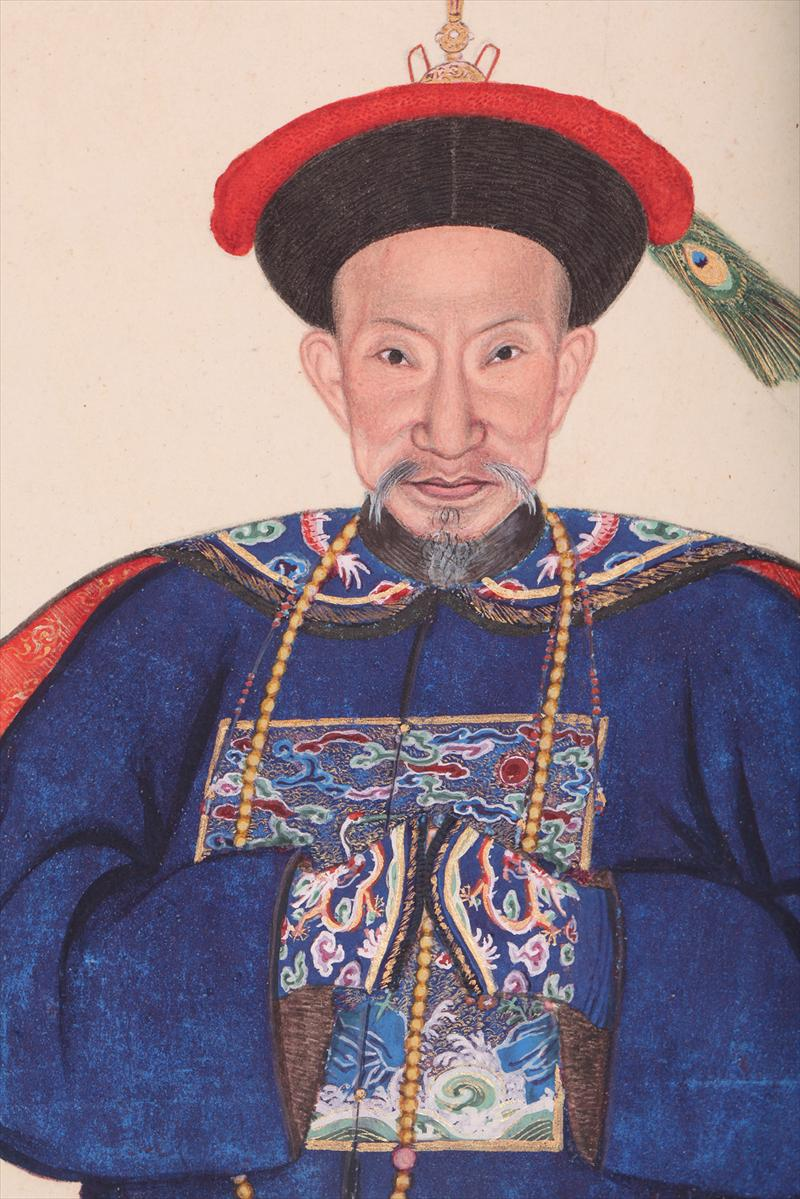
청나라 대 중남해(中南海) 자광각(紫光閣)에 있는 《어필평정대만이십공신상찬(御筆平定臺灣二十功臣像贊)》 중 손사의의 화상

손사의(孫士毅, 1720년 ~ 1796년)는 청나라의 정치인이다. 자는 지치(智冶), 호는 보산(補山)이고, 절강 인화현(仁和縣, 현재 위항구에 속함) 임평진(臨平鎭) 사람이다. 관직이 문화전대학사(文華殿大學士)에 이르렀다.

## 생애
건륭 26년(1761년)에 신사은과(辛巳恩科)에서 진사(進士)가 되었다. 이듬해 1762년에 내각중서(內閣中書)로 제수되었고, 또한 특별히 한림원시독(翰林院侍讀)으로 제수되었다.
건륭 33년(1768년), 무자과(戊子科) 사천정주고(四川正主考)로 임명되었다. 이듬해 1769년 봄, 대학사(大學士) 부항(傅恆)을 따라 군대를 통솔하여 미얀마 원정에 참여하였고, 전장(典章)을 갖추어 주(奏)를 올렸다. 군공으로 호부광서사낭중(戶部廣西司郞中)으로 제수되었다. 곧이어 경인향시(庚寅鄕試) 호남정주고(湖南正主考)로 임명되었고, 대리시경(大理寺卿)으로 승진하였으며 광서포정사(廣西布政使)로 부임하여 운남(雲南)으로 파견되었다. 얼마 안가 순무(巡撫)로 승진하였으나 총독(總督) 이시요(李侍堯)가 탐독(貪瀆)으로 면직되자, 자신은 감찰을 소홀히 한 것으로 이리(伊犁)로 유배되어 수비를 맡았다. 그의 집안은 매우 가난하여 문서에 기록되었는데, 건륭제가 그의 청렴함을 가상히 여겨 다시 한림원편수(翰林院編修)로 제수되었었고, 《사고전서》를 편찬하는데 참여하였다. 편찬 이후 태상시소경(太常寺少卿)으로 승진하였다. 이후 다시 산동포정사(山東布政使), 광서순무(廣西巡撫), 광동순무(廣東巡撫)로 부임하였으며, 건륭제의 조서를 받들어 서상(舒常)을 대신해 양광총독(兩廣總督) 겸 관월해관무(管粵海關務)를 맡았다. 건륭 51년(1786년), 대만 천지회(天地會)의 임상문(林爽文)이 봉기를 일으키자 조주(潮州)로 가서 경비하고 진압하였다. 이듬해 1787년에 태자태보(太子太保)로 승진하였다.
건륭 53년(1788년), 베트남 떠이선 왕조의 응우옌후에가 후 레 왕조를 무너뜨리고 제위를 빼앗았다. 후 레 왕조의 군주 레 민제는 입국을 청하며 구원을 요청하였다. 손사의는 군사를 이끌고 진남관(鎭南關)에서 방비를 갖추었으며, 건륭제에게 이 일을 상주하였다. 건륭제는 손사의가 일의 경중을 인식하고 요점을 안다면서 표창하였고, 명을 내려 운남총독(雲南總督) 오대경(烏大經)과 병사를 나누어 두 갈래 길로 베트남을 공격하여 민제를 귀국 및 복위하도록 했다. 손사의가 이끄는 양광의 병사는 파죽지세로 탕롱을 공파하니 오대경의 운남 병사보다 더욱 신속한 것이었다. 건륭제는 크게 기뻐하며 손사의를 일등모용공(一等謀勇公)으로 봉하고 홍보석정(紅寶石頂)을 하사하였으나 손사의는 이를 사양하였다. 건륭제는 민제를 안남국왕(安南國王)으로 책봉한 뒤 손사의에게 명을 내려 개선하도록 했으나 손사의는 군공을 탐하여 안남에 머물렀다. 이듬해 1789년 정월, 응우옌후에는 춘절(春節)을 틈타 탕롱을 기습하였고, 민제는 진남관으로 도망쳤다. 청나라군은 대패하였고, 손사의는 창졸간에 관내로 물러날 수 밖에 없었다. 건륭제는 손사의가 조서를 받들어 회군하지 않았다고 하여 봉작에서 파하고, 홍보석정과 쌍안화령(雙眼花翎)을 철회하고 총독직을 해제하였으며, 명을 내려 진남관에 머물러 일을 다스리도록 했다. 오래지 않아 수도로 소환한 뒤 병부상서(兵部尙書)를 제수하고, 군기대신(軍機大臣)으로 충임하였다. 이해 겨울, 사천총독(四川總督)으로 배속하였다가 곧이어 양강총독(兩江總督)으로 대신하였다. 이때 서주(徐州)에서 황하의 제방이 터지자 손사의는 모성(毛城)을 쌓고 패언(壩堰)을 펼쳐 이재민을 구원하였고, 건륭제의 지의(旨意)라고 일컬었다.
건륭 56년(1791년), 건륭제가 손사의를 불러 이부상서(吏部尙書), 협판대학사(協辦大學士)를 제수하였다. 같은 해, 청나라 조정이 구르카와 전쟁을 벌였고, 건륭제는 손사의에게 명을 내려 사천총독(四川總督)을 도와 급료를 조달하도록 했다. 궤운(饋運)에 결함이 없었으므로 그 공로로 다시 쌍안화령을 하사하였고, 문연각대학사(文淵閣大學士) 겸 예부상서(禮部尙書)를 제수하였으며, 잠시 사천총독을 대신하도록 했다. 건륭 60년(1795년), 호남(湖南)의 묘인(苗人)들이 봉기를 일으켜 사천(四川) 수산(秀山) 경내로 공격해 들어오자 손사의는 병사를 이끌고 이를 진압하였다. 가경 원년(1796년), 호북(湖北)의 백련교 교도들이 봉기를 일으켜 사천(四川) 유양(酉陽) 경내로 침입하자 손사의는 병사를 이끌고 이를 진압하였고, 여러 차례 승리를 거두자 그 공로로 삼등남작(三等男爵)으로 봉해졌다. 같은 해 6월, 호북성 시남부(施南府) 내봉현(來鳳縣)의 군중에서 졸하니 공작의 작위를 추증하였고 시호를 문정(文靖)이라고 하였다. 그의 손자인 손균(孫均)이 백작의 작위를 세습하였다.
저작으로는 자신이 지은 시를 모아 만든 《백일산방시집(百一山房詩集)》 시부 12권이 현재까지 남아 있다.

## 참고 문헌
- 《청사고·권330》